# Atle Lie McGrath
Atle Lie McGrath, född 21 april 2000, är en norsk alpin skidåkare. 

## Karriär
Vid VM 2025 i Saalbach-Hinterglemm tog McGrath silver i slalom.